# Kompensator (Messtechnik)
Ein Kompensator als Messeinrichtung arbeitet nach der Messmethode der Kompensation. Hierbei wird die zu messende Größe mit einer Kompensationsgröße verglichen. Diese Größe ist physikalisch gleichartig, einstellbar und in ihrem Wert bestimmbar. Sie wird so lange nachgestellt, bis Gleichheit festgestellt wird (Abgleich auf die Differenz null). Häufig liefert der Wert der Kompensationsgröße unmittelbar den Messwert; gelegentlich ist noch ein Korrekturfaktor einzurechnen.
Ein anschauliches Beispiel für die Kompensation in der Messtechnik ist die Balkenwaage mit der Einstellung eines Drehmomentengleichgewichts und bei gleich langen Hebelarmen auch eines Massengleichgewichts.

## Herkömmlicher elektrischer Kompensator
Der Begriff Kompensator hat insbesondere in der elektrischen Messtechnik Bedeutung erlangt. Gegenüber den elektromechanischen Spannungs- und Strommessgeräten liegt ein Vorteil des Kompensators in den erzielbaren wesentlich kleineren Fehlergrenzen. Ein anderer Vorteil liegt in der bei Abgleich nicht durch Rückwirkung (Eigenverbrauch) verfälschten Messung.
- Der Spannungs-Kompensator wird unter seinem eigenen Stichwort behandelt. Bei Abgleich nimmt die Messschaltung keinen Strom aus dem Messobjekt auf.

Schaltung eines Stromkompensators

- Der Strom-Kompensator wird nebenstehend dargestellt. Bei Abgleich nimmt die Messschaltung keine Spannung aus dem Messobjekt auf. Der Strom-Kompensator arbeitet mittels Messwiderständen wie ein Spannungs-Kompensator.

Zur Messung von {\displaystyle I_{x}} wird {\displaystyle I_{0}} mit {\displaystyle R_{2}} so eingestellt, dass {\displaystyle U_{1}=U_{3}} wird. Dazu muss {\displaystyle I_{0}>I_{x}} sein. Dann gilt
{\displaystyle U_{3}=I_{x}\cdot R_{3}}
{\displaystyle U_{1}=(I_{0}-I_{x})\cdot R_{1}}
{\displaystyle I_{x}=I_{0}{\frac {R_{1}}{R_{1}+R_{3}}}}
- Wie Spannungs-Kompensatoren arbeiten ferner die Wheatstonesche Messbrücke zur Messung von Gleichstromwiderständen und die Wechselspannungsbrücke zur Messung von Wechselstromwiderständen.

## Elektronischer Kompensator

Beispiel für rückgekoppelte Messschaltung:
Strom-Spannungs-Umformer

Jede gegengekoppelte Messschaltung kann als Kompensator verstanden werden. In nebenstehendem Beispiel wird ein elektrischer Strom gemessen durch Aufbau einer elektrischen Spannung am Ausgang eines Operationsverstärkers, der bei einem positiven Eingangsstrom {\displaystyle I_{e}} eine negative Ausgangsspannung {\displaystyle U_{a}} erzeugt; diese schickt über den Rückkoppelwiderstand {\displaystyle R_{r}} einen Strom dem Eingangsstrom entgegen, gerade so groß, dass {\displaystyle I_{N}\to 0} und {\displaystyle U_{d}\to 0} werden. Damit gilt frei von Verfälschung durch Eigenverbrauch
{\displaystyle U_{a}=-\,I_{e}\cdot R_{r}}
Ein Analog-Digital-Umsetzer in der häufig verwendeten Ausführung als serieller Umsetzer arbeitet ebenfalls wie ein Kompensator. Hierbei wird eine digital erzeugte Spannung in regelmäßigen Abständen mit der zu messenden Spannung verglichen und neu auf diese eingestellt (bis auf die unvermeidliche Quantisierungsabweichung).